# IC 2061
IC 2061 — галактика типу NF (в процесі підтвердження) у сузір'ї Телець.
Цей об'єкт міститься в оригінальній редакції індексного каталогу.